# باشگاه شکار (فیلم)
باشگاه شکار (به انگلیسی: Hunt Club) فیلمی محصول سال ۲۰۲۳ و به کارگردانی الیزابت بلیک-توماس است. در این فیلم بازیگرانی همچون مینا سوواری، میکی رورک، کاسپر ون دین، مایا استوجان، ویل پلتز، جرملی لندن و جیسون لندن ایفای نقش کرده‌اند.